# V654 Геркулеса
V654 Геркулеса (лат. V654 Herculis) — двойная звезда в созвездии Геркулеса на расстоянии приблизительно 1394 световых лет (около 427 парсек) от Солнца. Видимая звёздная величина звезды — около +10m.
Открыта Томасом Моффеттом и Полом Ванденом Баутом в 1973 году**.

## Характеристики
Первый компонент — оранжевая эруптивная переменная звезда типа UV Кита (UV) спектрального класса K4V, или K2III. Масса — около 2,071 солнечной, радиус — около 7,057 солнечного, светимость — около 21,252 солнечной. Эффективная температура — около 4805 K.
Второй компонент — коричневый карлик. Масса — около 27,59 юпитерианской. Удалён в среднем на 1,906 а.е..